# Beaucamps-Ligny
Beaucamps-Ligny – miejscowość i gmina we Francji, w regionie Hauts-de-France, w departamencie Nord.
Według danych na rok 1990 gminę zamieszkiwało 857 osób, a gęstość zaludnienia wynosiła 170 osób/km² (wśród 1549 gmin regionu Nord-Pas-de-Calais Beaucamps-Ligny plasuje się na 609. miejscu pod względem liczby ludności, natomiast pod względem powierzchni na miejscu 677.).